# Isabella van Brienne
Isabella van Brienne bijgenaamd de Mooie Helena (circa 1305 - 1360) was van 1356 tot aan haar dood gravin van Brienne en Lecce. Ze behoorde tot het huis Brienne.

## Levensloop
Isabella was de dochter van graaf Wouter V van Brienne uit diens huwelijk met Johanna, dochter van heer Wouter V van Châtillon, Connétable van Frankrijk. 
Haar vader bracht een groot deel van zijn leven door in Griekenland om de erfenis van zijn moeder, het hertogdom Athene, te heroveren. Nadat haar vader in 1311 sneuvelde in de Slag bij Almyros, vluchtte de rest van het gezin naar Brienne, de thuisbasis van het huis Brienne. Na de dood van haar vader erfde Isabella de heerlijkheid Ramerupt, terwijl haar broer de rest van diens bezittingen erfde.
Nadat de familie was verarmd huwde Isabella rond 1321 met heer Wouter III van Edingen, een Waalse ridder. Het echtpaar kreeg in totaal dertien kinderen. In 1345 werd ze weduwe.
Haar broer Wouter VI verlangde naar een betere positie. Hij allieerde zich met de Angevijnen in het koninkrijk Napels in een poging om het hertogdom Athene te heroveren op de Catalanen, maar dit mislukte. Vervolgens bleef hij in Italië vertoeven. In 1342 probeerde Wouter de macht te grijpen in Florence, maar in 1343 werd hij verjaagd door de Fransen. Uiteindelijk benoemde koning Jan II van Frankrijk hem tot Connétable van Frankrijk. In 1356 sneuvelde de kinderloos gebleven Wouter VI in de Slag bij Poitiers, waarna Isabella diens bezittingen erfde en onder meer gravin van Brienne en Lecce werd. 
Isabella zelf stierf in 1360. Aangezien haar oudste zoon Wouter reeds was overleden, was haar tweede zoon Zeger II haar belangrijkste erfgenaam. Ze liet wel toe dat haar landerijen verdeeld werden onder haar talrijke kinderen.

## Nakomelingen
Isabella en Wouter III van Edingen kregen dertien kinderen:
- Wouter, stierf rond zijn 18de
- Isabella, abdis van de Abdij van Flines
- Zeger II (1345-1364), heer van Edingen en graaf van Brienne
- Jan (overleden in 1380), titulair hertog van Athene
- Margaretha, huwde met Pierre Préaux
- Lodewijk (overleden in 1394), heer van Edingen en graaf van Brienne
- Gwijde, heer van Argos
- Jacob, kanunnik in Luik
- Engelbert, heer van Ramerupt
- Françoise, huwde met graaf Peter van Montebello
- een dochter, huwde met heer Eustache van Le Rœulx
- Johanna, zuster in de Abdij van Flines
- een dochter, zuster in de Abdij van Noncel